# Наставни програм
Наставни програм је у педагошкој литератури различито дефинисан. Дефиниције зависе од полазишта аутора. Једни га дефинишу као систем садржаја подељен на предмете према наставном плану и намењен образовању у одговарајућој врсти или типу школе. Други наглашавају да је наставни програм школски документ којим су прописани наставни садржаји по предметима из наставног плана.
Ове две дефиниције су, по суштини, исте с том разликом што се у првој наглашава систем садржаја, а у другој да је то школски документ којим су прописани садржаји. „Ово „документ“ и „прописани“ има призвук државне регулативе, али и у првој дефиницији, у којој се помиње систем садржаја, то није искључено јер и држава прописује по неком систему“ Вилотијевић, 1999. : 39.
Наставни програм је низ одлука. Одлучује се прво о томе шта се и зашто учи, а после како и чиме. Шта исказује које садржаје, зашто наглашава да се у програмирању мора одлучити које намере, и којим их методама и медијима треба остварити.
Када се говори о реформама образовања, увек се говори и о реформи програмирања наставе. Досадашњем програму је замерано да је статичан, довршен, уопштен и апстрактан, преобиман, хоризонтално и вертикално преобиман и неусклађен са развојним потребама и интересовањима деце. С друге стране се наводи да је куликурално програмирање континуиран, динамичан процес, конкретан посао непосредно повезан са образовно-васпитном праксом. Потребно је, дакле, дефинисати програмирањем исходе образовања, а не само циљеве.
Исходи (резултати, остварени ефекти) образовања одређују знања, умења, ставове и вредности које сваки ученик треба да развије у оквиру обавезног и општег средњег образовања, као реализацију постављених циљева образовања, ради активног учешћа у друштвеном животу, успешног задовољавања сопствених потреба и интереса, развијања сопствене личности и потенцијала и доприноса развоју друштва и културе.
Дакле, исходи описују саме ученике: њихова знања, шта је оно што могу или умеју да ураде под одређеним околностима, како да се понашају у одређеним ситуацијама, чему треба да теже, какве ставове да испољавају према себи и другима итд. Исходи се не односе на наставника, не описују шта и како наставник треба да ради нити описују карактеристике самог наставног процеса и наставних активности. Исходи дефинишу профил ученика тј. какав ће ученик бити када се реализује одређени наставни и образовни циклус.

## Распоред садржаја у наставном програму
Наставним програмом се конкретизује наставни план. Њиме се утврђују обим, дубина и редослед наставних садржаја. Обим сачињава сума знања (чињенице, судови, појмови) које треба стећи у једном разреду и збир активности које треба обавити. Обим се усклађује са узрасним могућностима ученика. Дубина је таква дидактичка категорија која означава квалитет стечених знања и способности. Ту није реч само о познавању чињеница него и о аналитичком сагледавању узрочно-последичних веза међу њима. Ова димензија не може се потпуно прецизирати наставним програмом па је наставници одређују својом праксом. Наставник мора и стручно и дидактички потпуно овладати садржајима „свога“ предмета (не само на нивоу који се захтева од ученика него и на научном нивоу) да би одредио дубину коју треба да досегну ученици.
Садржаји у наставном програму могу бити поређани на три начина: линијски, концентрично и комбиновано (линијски-спирално).
Линијски (сукцесивни) распоред је кад се садржаји једног предмета у једном разреду (и разредима који следе) нижу један за другим. У таквом распореду наставни садржаји се у програму не понављају. Оно што се обрађивало (што је утврђено програмом) у једном разреду не обрађује се у следећим разредима. Про грам се више не враћа томе градиву. Такав распоред изазива тешкоће у основној школи, јер ученици нису зрели да се „носе“ са логичком структуром науке која је дата линијским распоредом.Владимир Пољак излаже које су етапе у настави када се оне реализују по линијском распореду. То су: етапа увођења од психолошке до научне једноставности и етапа прелажења од научне једноставности до научне сложености Према: Вилотијевић, 1999.: 43. Прва етапа је, у ствари, силазни распоред. Полази се од онога што је ученицима психолошки приступачно па се они тако силазним путем воде до научне једноставности. Друга етапа је узлазни распоред. Од постигнуте научне једноставности иде се ка научној сложености. Силазни распоред се практикује у млађим разредима основне школе, а у старијим се прелази на узлазни који сасвим доминира у средњој школи и касније. Тај узлазни распоред се поклапа са логиком научне структуре. Лоша страна линијског распореда је што се градиву, предвиђеном за један разред, наставни програм више не враћа у следећим разредима, па постоји опасност да ученици забораве оно што су научили.
Концентричним распоређивањем садржаја избегавају се слабости линијског распоређивања. Градиво се распоређује по концентричним круговима. У једном разреду градиво из наставног програма се обради у предвиђеном обиму и дубини. То је један концентрични круг. У следећем разреду (или следећем нивоу школовања) ти исти садржаји се проширују и продубљавају и тако понавља оно што је у претходном разреду или нивоу школовања учено. То је други концентрични круг. Овим распоредом се добија у трајности и квалитету знања, али се губи доста времена па је он, због тога, мање економичан.
Комбиновањем линијског и концентричног распоређивања спајају се добре, а поништавају лоше стране једног и другог начина. Ради се тако што се ученици, у почетку школске године, уводе у основни садржајни круг па се он у току године полако попуњава садржајима по систему претходног концентричног круга. Ова комбинација линијског и концентричног распоређивања садржаја назива се линијско-спиралним или линеарно-спиралним програмирањем. Такво програмирање је примењено у нашим програмима за основну школу.
У наставним програмима за сваки предмет градиво је распоређено по наставним целинама, наставним темама и наставним јединицама (ишло се од већих ка мањим деловима). Наставна целина је релативно заокружен део наставног програма једног предмета. Значи, предметно подручје дели се на наставне целине, а сваку од њих чине сложенији делови везани неком окосницом. Наставне теме су делови обимом мањи од наставних целина. Наставна јединица је грађа предвиђена да се обради на једном наставном часу.

## Наставни план
Главни документи, на којима се темељи настава у школи, су наставни план и наставни програм. Њима се одређују садржаји и временски оквири за реализацију образовања.
Наставни план је основни школски документ. Њиме се одређују „предмети који ће се учити у поједином типу и врсти школе, којим редоследом по разредима и коликим бројем часова по сваком предмету“ Вилотијевић, 1999.: 23. Наставним планом се одређује која ће се врста садржаја учити у некој школи, а тиме се одређује и профил наставе и тип саме школе. Потпуна тематска конкретизација даје се наставним програмом. Ово важи за наставу која се изводи у предметно-разредно-часовном систему.
Неки дидактичари замерају наведеној дефиницији што је традиционална. Истина је да се овај појам одавно тако дефинише у педагошкој литератури и, ако се суди на основу тога, он јесте традиционалан, али таква квалификација није уопште разлог за неку замерку. Наставни план заиста јесте (1) основни (2) школски (3) документ и њиме се (4) одређује који ће се (5) наставни предмети (6) учити у (7) поједином типу и врсти школе, (8) којим редоследом по разредима и са (9) коликим бројем часова из сваког предмета.
У неким дефиницијама се наводи да је наставни план документ у облику табеле, што је најчешће и тачно, али то није његова битна одредница.
Слободне активности, такође, морају бити испланиране, као и допунска настава и остале активности. 

## Слободне активности
Слободне активности „...представљају посебан облик васпитно-образовног рада са ученицима који организује школа изван наставе; у слободном времену ученика. То су колективне активности ученика које се заснивају на начелима слободног избора, самосталности и самоуправе, у којима ученици задовољавају своја интересовања, развијају способности, испољавају стваралаштво. Заједно са наставом и другим облицима васпитно-образовне делатности школе доприносе успешној реализацији задатака васпитања и формирању свестране стваралачке личности ученика. Појављују се у овом виду у нашим школама већ почетком педесетих година, али правну основу добијају Општим законом о школству 1958. год., када су школе добиле обавезу да их – ради успешнијег организовања васпитања и образовања ученика, проширивања и богаћења друштвеног живота и разоноде ученика – организују Педагошка енциклопедија, 1989. : 353.